# QwaQwa
QwaQwa era un dels antics bantustans en què es dividia l'antiga Sud-àfrica. Tenia una extensió de 655 km² i una població de 182.000 habitants. La capital era Phuthaditjhaba i la major part de la població pertanyia a la fracció basotho.
El bantustan, que formava part del territori de l'Estat Lliure d'Orange, fou projectat el 1959, com la resta de bantustans, però fins al 1969 no va rebre cap autogovern. La forta pressió internacional va impedir que li concedissin la independència. El primer ministre fou Kenneth Mopeli. El 1994 fou integrat en la Província d'Estat Lliure.